# Sydbillingens platå
Sydbillingens platå este o arie protejată (arie specială de conservare — SAC, sit de importanță comunitară — SCI, arie de protecție specială avifaunistică — SPA) din Suedia întinsă pe o suprafață de 1.681,6 ha, integral pe uscat.

## Localizare
Centrul sitului Sydbillingens platå este situat la coordonatele 58°21′59″N 13°44′25″E / 58.3663°N 13.7403°E.

## Înființare
Situl Sydbillingens platå a fost declarat sit de importanță comunitară în decembrie 1995 pentru a proteja 9 specii de animale. Alte tipuri de protecție:
- arie de protecție specială avifaunistică (în ianuarie 1998)[5]
- arie specială de conservare (în martie 2011)[4][6][7]

## Biodiversitate
Situată în ecoregiunea boreală, aria protejată conține 5 habitate naturale: Lacuri și iazuri distrofice naturale, Mlaștini turboase de tranziție și turbării mișcătoare, Taiga vestică, Turbării active, Mlaștini împădurite.
La baza desemnării sitului se află mai multe specii protejate de  păsări (9): minunița (Aegolius funereus), caprimulg (Caprimulgus europaeus), lebădă de iarnă (Cygnus cygnus), ciocănitoare neagră (Dryocopus martius), ciuvică (Glaucidium passerinum), cocor (Grus grus), ploier auriu (Pluvialis apricaria), cocoșul de mesteacăn (Tetrao tetrix tetrix),  cocoș de munte (Tetrao urogallus)